# Anisodes flavistigma
Anisodes flavistigma là một loài bướm đêm trong họ Geometridae.